# Pădure mixtă

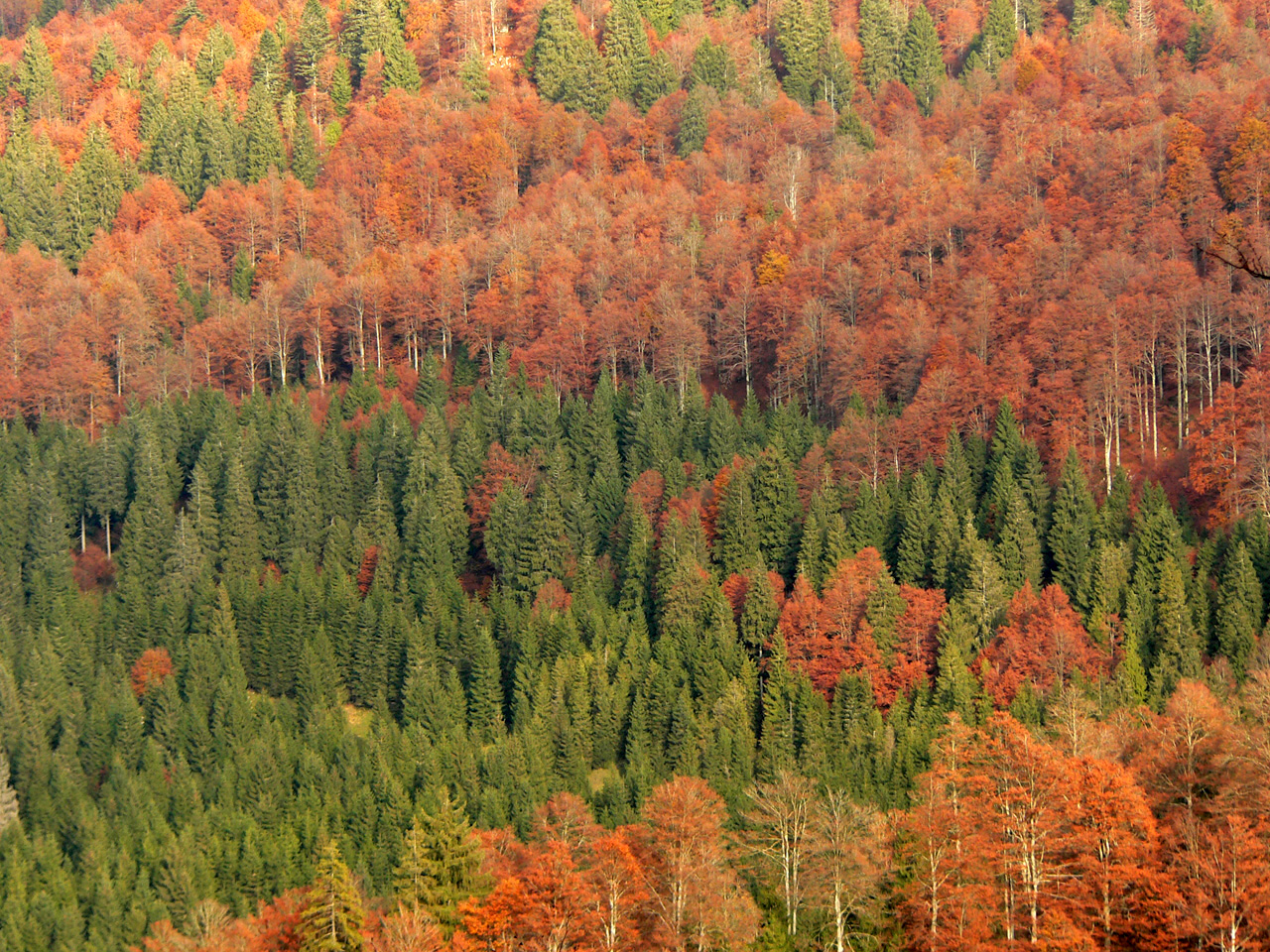
Pădure mixtă, nordul Italiei

Pădurile mixte sunt zone de vegetație în care predomină vegetația arboricolă mixtă gimnospermică-angiospermică. Aceste zone fac trecerea de la pădurile de foioase la cele de conifere.

## Copaci
Termenul de „pădure mixtă” se referă la faptul că în aceste păduri conviețuiesc specii de arbori prezente atât în pădurile de foioase, cât și în cele de conifere. Principalele specii de foioase în acest mediu sunt stejarul, fagul, arțarul, mesteacănul și frasinul. Coniferele tipice din aceste păduri sunt: pinii, brazii și molizii. În unele zone ale acestui mediu coniferele pot fi mai rar sau mai des întâlnite, având un procentaj mai mic sau mai mare în componența pădurii respective.